# Jan Szumiec (ichtiolog)
Jan Szumiec (ur. 7 kwietnia 1929 w Bielsku, zm. 23 października 2019) – polski ichtiolog.

## Życiorys
W 1952 roku ukończył studia na Uniwersytecie Jagiellońskim. W 1968 roku doktoryzował się na Akademii Rolniczej w Krakowie pracą „Rola pokarmu naturalnego w żywieniu karpi”. Habilitację uzyskał w 1986 roku w Szczecinie, w Akademii Rolniczej na Wydziale Rybactwa Morskiego i Technologii Żywności.
Od 1953 roku związany z Polską Akademią Nauk, docent. Pracował w zakładzie w Gołyszu i Ochabach. Od 1966 roku pełnił funkcję dyrektora Działu Naukowego. W latach 1992–1999 zajmował stanowisko kierownika Zakładu Ichtiologii i Gospodarki Rybackiej. Na emeryturę przeszedł w lipcu 2005.
Dorobek naukowy obejmuje ponad 100 pozycji. Jego specjalizacją były chów stawowy karpi, możliwości zwiększenia intensywności hodowli ryb w stawach oraz technologia ich żywienia i dobór pasz. Badania prowadził w stawach doświadczalnych.
Odznaczony Krzyżem Kawalerskim Orderu Odrodzenia Polski i Złotym Krzyżem Zasługi.
Mąż ichtiolożki Marii Anny Szumiec (1930–2012), z którą mieli syna Andrzeja.